# Otón de Austria
Otón, el Alegre (alemán: der Fröhliche, 23 de julio de 1301 - 17 de febrero de 1339), miembro de la Casa de Habsburgo, fue duque de Austria y Estiria desde 1330, y duque de Carintia desde 1335 hasta su muerte. Él gobernó conjuntamente con su hermano mayor, el duque Alberto II.

## Vida
Otón nació en la capital austríaca de Viena, siendo el hijo más joven del rey Alberto I de Alemania y de Isabel de Tirol, miembro de la Casa de Gorizia-Tirol (Meinhardiner). Sus hermanos mayores fueron Rodolfo III, que se convirtió en rey de Bohemia en 1306, Federico el Hermoso, elegido rey de los romanos en oposición a Luis el Bávaro en 1314, y los duques austríacos Leopoldo I y Alberto II, así como Enrique el Amistoso.
Después del asesinato del rey Alberto I en 1308, los Habsburgo perdieron en la lucha en torno al trono alemán, cuando Federico el Hermoso fue derrotado por su rival Luis, en la batalla de Mühldorf. En el curso de un acercamiento de ambas dinastías, Otón se casó con Isabel de Wittelsbach, hija del duque Esteban I de Baviera. En 1327 fundó la abadía de Neuberg en Estiria, con motivo del nacimiento de su primer hijo, Federico II, y la capilla de San Jorge, en la Iglesia de los Agustinos en Viena. Cuando su esposa Isabel murió en 1330, fue enterrada en la iglesia de Neuberg.
Desde 1329 en adelante, Otón administró las posesiones originales de los Habsburgo en Suabia (Austria Anterior). En 1330, él y su hermano Alberto II fueron investidos con el ducado austriaco. Luis IV, sacro emperador romano desde 1328, también concedió a Otón el título de vicario imperial. En febrero, desarrolló estrechas relaciones con la poderosa casa de Luxemburgo al casarse en segundo lugar con Ana de Bohemia, hija del rey Juan el ciego y hermana del futuro emperador Carlos IV, en la ciudad morava de Znojmo.
Dos meses más tarde, el tío materno de Otón, el duque Meinhardiner Enrique de Carintia murió sin herederos varones, con lo que el emperador Luis IV cedió el 2 de mayo de 1335 el ducado de Carintia, la marca de Carniola y la parte sur del Tirol a Otón y Alberto como feudos imperiales en Linz. Otón fue entronizado como duque de acuerdo con el arcaico rito Carantanio en la llanura de Zollfeld, y, desde ese momento en adelante, se ocupó de Carintia en lugar del ducado austríaco. En 1337 fundó la orden caballeresca Societas Templois para la cruzada contra los prusianos paganos y las tribus lituanas. Su apodo el Alegre se refiere a la vida festiva en su corte.
Otón murió en la abadía de Neuberg a la edad de 37 años. Sus hijos y sucesores titulares, Federico II y Leopoldo II, murieron poco después en 1344 (presuntamente envenenados), y la línea se extinguió.

## Matrimonio e hijos
El 15 de mayo de 1325, Otón se casó con su primera esposa, Isabel de Baviera. Ella era una hija de Esteban I, duque de Baviera y Jutta de Świdnica. Tuvieron dos hijos:
- Federico II (10 de febrero de 1327 - 11 de diciembre de 1344)
- Leopoldo II (1328 - 10 de agosto de 1344)

Isabel de Baviera murió el 25 de marzo de 1330. Otón permaneció viudo durante casi cinco años. El 16 de febrero de 1335, se casó con su segunda esposa, Ana de Luxemburgo, hija del rey Juan de Bohemia y su primera esposa, Isabel, miembro de la dinastía de los Přemyslidas. No tendrían hijos. Ana murió el 3 de septiembre de 1338.
Tuvo cuatro hijos ilegítimos que aparecen en genealogías. Las identidades de su madre o madres y sus destinos posteriores son desconocidas:
- Otón
- Leopoldo
- Juan
- Leopoldo